# Oleksij Trytenko

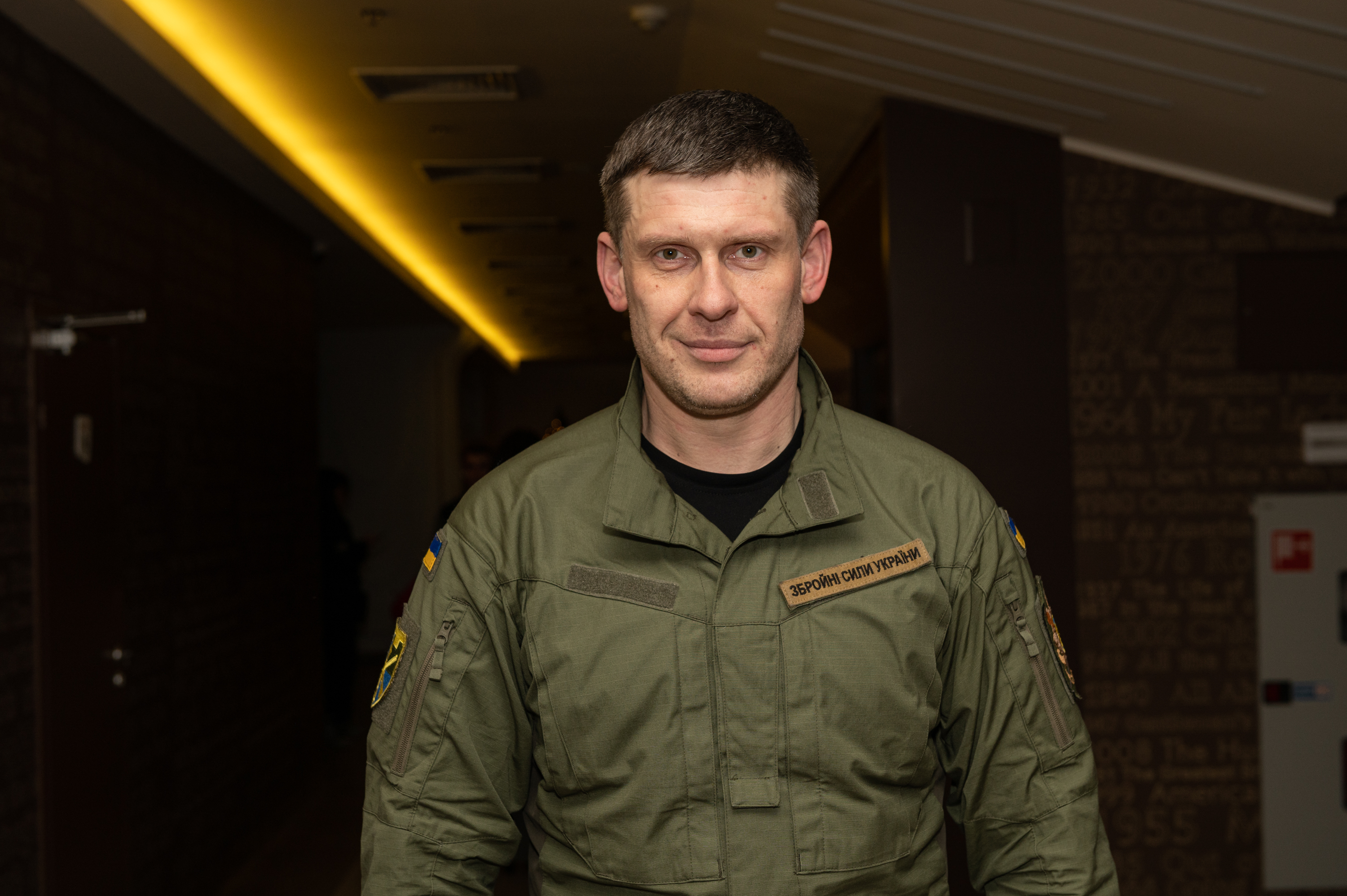
Oleksij Trytenko, 2023

Oleksij Oleksandrowytsch Trytenko (ukrainisch Олексій Олександрович Тритенко, wiss. Transliteration Oleksij Oleksandrovyč Trytenko; * 11. Dezember 1981 in Saporischschja, Oblast Saporischschja, USSR, Sowjetunion) ist ein ukrainischer Theater- und Filmschauspieler.

## Leben
Trytenko wurde am 11. Dezember 1981 in Saporischschja geboren. Er absolvierte 2003 die Theater- und Kunsthochschule in Dnipro. Von 2003 bis 2004 war er am Odessa Russian Theatre tätig. Anschließend war er bis 2018 Mitglied des Ensembles des Kyiv Academic Theatre of Drama and Comedy on the left bank of Dnieper. Seit 2018 spielt er am Kyiv Academic Young Theatre. Seit Mitte der 2000er Jahre ist er auch in Fernseh- und Filmproduktionen tätig. 2018 übernahm er in Golem – Wiedergeburt die Rolle des Vladimir.

## Filmografie (Auswahl)
- 2005: Podruga osobowo nasnatschenija (Подруга особого назначения) (Mini-Serie)
- 2005: Ob etom lutschsche ne snat (Об этом лучше не знать) (Fernsehfilm)
- 2006: Tango ljubwi (Танго любви) (Fernsehfilm)
- 2007: The Signpost to Destiny (Znak sudby/Знак судьбы)
- 2008: Rent a Dad (Papa naprokat/Папа напрокат)
- 2008: Nowogodnjaja semeika (Новогодняя семейка)
- 2009: Chlebny den (Хлебный день) (Fernsehfilm)
- 2010: Brat sa brata (Брат за брата) (Fernsehserie, Episode 1x03)
- 2011: The Dandelion (Oduwantschik/Одуванчик) (Fernsehfilm)
- 2012: Poslednjaja rol Rity (Последняя роль Риты) (Fernsehfilm)
- 2013: Yin, and What to Do with It (In, i tschto s etim delat/Инь, и что с этим делать) (Kurzfilm)
- 2014: When the Dawn Comes (Kogda nastupit rasswet/Когда наступит рассвет) (Mini-Serie, 4 Episoden)
- 2016: Under Military Law (Po sakonami wojennowo wremeni-1/За законами воєнного часу) (Mini-Serie, 6 Episoden)
- 2016: Future in the past
- 2016: I Love My Husband (ja ljublju swoewo muscha/Я люблю своего мужа) (Mini-Serie, 4 Episoden)
- 2017: Ljubit i werit (Любит и верит) (Fernsehserie)
- 2017: When We Are at Home (Kogda my doma/Коли ми вдома) (Fernsehserie, Episode 3x67)
- 2017: Wwerch tormaschkami (Fernsehserie)
- 2018: Lol: Rschaka (Ржака)
- 2018: Golem – Wiedergeburt (The Golem)
- 2019: Winter of the Braves (Kruty 1918/Крути 1918)
- 2019: Huzulka Ksenyja (Гуцулка Ксеня)
- 2019: Adamiwna (Адамівна) (Kurzfilm)
- 2019: Black Raven (Tschorny Woron/Чорний ворон)
- 2019: ATObayki (Mini-Serie)
- 2020: My Sweet Home (Мій милий дім)
- 2021: Slawen (Slowania/Слов'яни) (Fernsehserie, Episode 1x01)
- 2021: I Work at the Cemetery (Ja prazjuju na zwintari/Я працюю на цвинтарі)
- 2021: Money Quest (De hroshi/Де гроші)